# جت پستچی
جت پستچی (انگلیسی: Super Wings; کره‌ای: 출동! 슈퍼윙스; چینی: 超级飞侠) یک مجموعه تلویزیونی انیمیشنی است که توسط خود گیل هون جونگ ساخته شده است و توسط خود شرکت FunyFlux تهیه شده است. ، در کره جنوبی، با همکاری Alpha Group Co., Ltd. از چین با پشتیبانی تولید از سیستم پخش آموزشی در کره جنوبی و پشتیبانی اضافی از KOCCA. این سریال در ایران از شبکه کودک و نوجوان سیما پخش می شود.